# Amphiacusta minima
Amphiacusta minima är en insektsart som beskrevs av Desutter-grandcolas 1997. Amphiacusta minima ingår i släktet Amphiacusta och familjen syrsor. Inga underarter finns listade i Catalogue of Life.